# 西冲镇
西冲镇，是中华人民共和国贵州省六盤水市盘州市一个已撤销的乡级行政区，2015年6月4日，贵州省人民政府批复同意盘县乡镇行政区划调整，撤销西冲镇，将其所辖的爬山村划归两河街道，封家湾村、下沙沟村、四里村、小河村、大庄村、右所屯村、鄢家庄村划归双凤镇。